# Кропивинський округ
Кропи́винський округ (рос. Крапивинский округ) — муніципальний округ Кемеровської області Російської Федерації.
Адміністративний центр — селище міського типу Кропивинський.

## Історія
Кропивинський район був утворений 4 вересня 1924 року на території колишніх Кропивинської, Мунгатської та Банновської волості Щегловського повіту. У період з 1 лютого 1963 по 30 грудня 1966 року район був ліквідований, територія розділена між сусідніми Ленінськ-Кузнецьким, Кемеровським та Промишленнівським районами.
Станом на 2002 рік район поділявся на 2 селищні та 12 сільських рад:
| Поселення                    | Площа, км² | Населення, осіб (2002) | К-ть НП | Населені пункти                                                           |
| ---------------------------- | ---------- | ---------------------- | ------- | ------------------------------------------------------------------------- |
| Зеленогорська селищна рада   | -          | 5382                   | 1       | смт Зеленогорський                                                        |
| Кропивинська селищна рада    | -          | 8117                   | 2       | смт Кропивинський, присілок Фоміха                                        |
| Арсеновська сільська рада    | -          | 905                    | 3       | села Аїло-Атинаково, Арсеново, присілок Ключі                             |
| Банновська сільська рада     | -          | 1299                   | 5       | село Банново, селище Михайловський, присілки Зміїнка, Івановка, Комаровка |
| Барачатська сільська рада    | -          | 2013                   | 4       | село Барачати, селище Красні Ключі, присілки Кабаново, Скарюпіно          |
| Борисовська сільська рада    | -          | 1780                   | 2       | село Борисово, присілок Максимово                                         |
| Зеленовська сільська рада    | -          | 1190                   | 2       | селища Зеленовський, Плотниковський                                       |
| Каменська сільська рада      | -          | 883                    | 1       | село Каменка                                                              |
| Кропивинська сільська рада   | -          | 1189                   | 3       | села Міждугорне, Поперечне, селище Каменний                               |
| Мельківська сільська рада    | -          | 1387                   | 3       | селища Ленінка, Перехляй, присілок Бердюгіно                              |
| Салтимаківська сільська рада | -          | 387                    | 2       | село Салтимаково, селище Медвежка                                         |
| Сарапкинська сільська рада   | -          | 746                    | 2       | селище Березовка, присілок Сарапки                                        |
| Тарадановська сільська рада  | -          | 1190                   | 2       | село Тараданово, присілок Довгополово                                     |
| Шевелівська сільська рада    | -          | 1190                   | 2       | присілки Новобарачати, Шевелі                                             |

17 грудня 2004 року район став муніципальним, селищні та сільські ради перетворені відповідно у міські та сільські поселення. 2012 року було ліквідовано село Аїло-Атинаково. 2019 року район перетворено в муніципальний округ, при цьому міські та сільські поселення були ліквідовані:
| Поселення                        | Площа, км² | Населення, осіб (2010) | Населення, осіб (2019) | К-ть НП | Населені пункти                                                                      |
| -------------------------------- | ---------- | ---------------------- | ---------------------- | ------- | ------------------------------------------------------------------------------------ |
| Зеленогорське міське поселення   | 159,79     | 5175                   | 4736                   | 1       | смт Зеленогорський                                                                   |
| Кропивинське міське поселення    | 327,99     | 7453                   | 7170                   | 2       | смт Кропивинський, присілок Фоміха                                                   |
| Банновське сільське поселення    | 1655,46    | 1014                   | 901                    | 5       | село Банново, селище Михайловський, присілки Зміїнка, Івановка, Комаровка            |
| Барачатське сільське поселення   | 181,32     | 1711                   | 1572                   | 4       | село Барачати, селище Красні Ключі, присілки Кабаново, Скарюпіно                     |
| Борисовське сільське поселення   | 135,87     | 1522                   | 1451                   | 2       | село Борисово, присілок Максимово                                                    |
| Зеленовське сільське поселення   | 122,86     | 1148                   | 1089                   | 2       | селища Зеленовський, Плотниковський                                                  |
| Каменське сільське поселення     | 3048,72    | 1619                   | 1338                   | 6       | села Аїло-Атинаково, Арсеново, Каменка, Салтимаково, селище Медвежка, присілок Ключі |
| Кропивинське сільське поселення  | 185,28     | 1034                   | 869                    | 3       | села Міждугорне, Поперечне, селище Каменний                                          |
| Мельківське сільське поселення   | 189,57     | 1097                   | 1004                   | 3       | селища Ленінка, Перехляй, присілок Бердюгіно                                         |
| Тарадановське сільське поселення | 626,56     | 1097                   | 846                    | 2       | село Тараданово, присілок Довгополово                                                |
| Шевелівське сільське поселення   | 248,81     | 1771                   | 1764                   | 4       | селище Березовка, присілки Новобарачати, Сарапки, Шевелі                             |

## Населення
Населення — 22740 осіб (2019; 24533 в 2010, 27658 у 2002).

## Населені пункти
| №  | Населений пункт        | Населення, осіб (2002) | Населення, осіб (2010) |
| -- | ---------------------- | ---------------------- | ---------------------- |
| -  | Аїло-Атинаково, село   | 3                      | 0                      |
| 1  | Арсеново, село         | 431                    | 342                    |
| 2  | Банново, село          | 992                    | 820                    |
| 3  | Барачати, село         | 746                    | 683                    |
| 4  | Бердюгіно, присілок    | 278                    | 192                    |
| 5  | Березовка, селище      | 479                    | 403                    |
| 6  | Борисово, село         | 1629                   | 1405                   |
| 7  | Долгополово, присілок  | 177                    | 129                    |
| 8  | Зеленовський, селище   | 818                    | 797                    |
| 9  | Зеленогорський, смт    | 5382                   | 5175                   |
| 10 | Зміїнка, присілок      | 28                     | 18                     |
| 11 | Івановка, присілок     | 71                     | 38                     |
| 12 | Кабаново, присілок     | 248                    | 185                    |
| 13 | Каменка, село          | 883                    | 883                    |
| 14 | Каменний, село         | 571                    | 493                    |
| 15 | Ключі, присілок        | 471                    | 340                    |
| 16 | Комаровка, присілок    | 40                     | 26                     |
| 17 | Красні Ключі, селище   | 637                    | 531                    |
| 18 | Кропивинський, смт     | 8110                   | 7450                   |
| 19 | Ленінка, селище        | 92                     | 24                     |
| 20 | Максимово, присілок    | 151                    | 117                    |
| 21 | Медвежка, селище       | 2                      | 0                      |
| 22 | Михайловський, селище  | 168                    | 112                    |
| 23 | Міждугорне, село       | 368                    | 346                    |
| 24 | Новобарачати, присілок | 165                    | 138                    |
| 25 | Перехляй, селище       | 1017                   | 881                    |
| 26 | Плотниковський, селище | 372                    | 351                    |
| 27 | Поперечне, село        | 250                    | 195                    |
| 28 | Салтимаково, село      | 385                    | 54                     |
| 29 | Сарапки, присілок      | 267                    | 257                    |
| 30 | Скарюпіно, присілок    | 382                    | 312                    |
| 31 | Тараданово, село       | 1013                   | 860                    |
| 32 | Фоміха, присілок       | 7                      | 3                      |
| 33 | Шевелі, присілок       | 1025                   | 973                    |